# Fudzsivara no Kijoszuke
Fudzsivara no Kijoszuke (japánul: 藤原清輔, Hepburn-átírással: Fujiwara no Kiyosuke) (Kiotó?, 1104 – Kiotó, 1177. július 17.) japán költő, tudós.
Apjának, Fudzsivara no Akiszuke költőnek segédkezett a Sikasú („Szóvirágok gyűjteménye”) szerkesztésében. Apjával ellentétben nemcsak verseket írt, hanem az irodalommal elméleti szinten is foglalkozott. Tíz évvel az első antológia után összeállította annak folytatását: Soku sikasú („Szóvirágok gyűjteményének folytatása”, 1164).
Egyik költeménye, melynek a fordító, Kosztolányi Dezső a Tegnap címet adta:
Ha még élek holnapig,

beh szép lesz ez a mai nap,

beh víg,

hiszen ma is már drága kincs

a tegnapom, mi nincs.
     